# بریجت اورت
بریجت اورت (انگلیسی: Bridget Everett؛ زادهٔ ۲۱ آوریل ۱۹۷۲) خواننده، هنرپیشه، و بازیگر تلویزیون اهل ایالات متحده آمریکا است.
از فیلم‌ها یا برنامه‌های تلویزیونی که وی در آن نقش داشته‌است می‌توان به فاجعه، پتی کیک$، جنس مخالف و اجازه اشاره کرد.